# Friedrich Winter (Amtmann)
Friedrich Winter (* 5. Februar 1853 in Gehringhausen; † 26. Februar 1913 in Wanne) war ein deutscher Verwaltungsbeamter und vom 1. Januar 1887 bis 26. Februar 1913 Amtmann des Amtes Wanne im Kreis Gelsenkirchen-Land.

## Leben
Nach dem Besuch des Gymnasiums in dem etwa 25 km südlich seines Heimatortes gelegenen Bielefeld, trat Friedrich Winter in den frühen 1870er Jahren in den preußischen Verwaltungsdienst ein. 1875/1876 leistete er seinen Militärdienst als Einjährig-Freiwilliger bei den Kürassieren in Münster ab. Danach auf dem Landratsamt in Bielefeld tätig, wechselte Winter 1879/1880 an die Königliche Regierung nach Arnsberg und von dort 1881 bis 1886 nach Eslohe im Sauerland, wo er zunächst kommissarisch und schließlich definitiv die Stelle des Amtmannes versah. Am 1. Januar 1887 übernahm Winter die Führung des Amtes Wanne, das zu diesem Zeitpunkt 9.407 Einwohner beherbergte.
Während seiner bis 1913 dauernden Amtszeit in Wanne, Winter starb im Dienst, wuchs die Einwohnerzahl infolge der starken Industrialisierung und dem mit dieser einhergehenden Zuzug Auswärtiger auf 56.875 Bewohner. Die steigenden kommunalen Einnahmen und ebenso die wachsende Bedeutung der Gemeinde ermöglichte den Ausbau der Infrastruktur. Nachdem 1897 durch allerhöchsten Erlass die Umbenennung des Hauptortes Bickern nach dem namengebenden Amt in Wanne erfolgt war, wurde in den Jahren 1899/1900 die Anlage des 21 Morgen großen Kaisergarten, des heutigen Stadtgarten mit dem 1898 bis 1901 errichteten Dreikaiserdenkmal realisiert. Von 1903 bis 1905 gelang es einen Neubau des Amtshauses zu verwirklichen, in dem Winter auch selbst Wohnung bezog und 1907/08 die Errichtung des späteren Mädchengymnasiums in der Stöckstraße, als erste eigenständige höhere Töchterschule in Wanne.
Neben seiner Amtstätigkeit war Friedrich Winter unter anderem Mitglied des Vorstandes im Gefängnisfürsorgeverein sowie Gründer, Vorsitzender und Ehrenwart der Wanner Ortsgruppe des Deutschen Flottenvereins.
Zum 25-jährigen Dienstjubiläum, am 1. Januar 1912, verlieh die Gemeinde Wanne Friedrich Winter die Ehrenbürgerwürde, wenige Tage darauf folgte die formale Benennung einer Straße nach ihm, die „Winterstraße“. Auf Antrag des Oberbürgermeisters der Stadt Wanne-Eickel wurde die Winterstraße mit Bekanntmachung vom 27. April 1933 in Amtmann-Winter-Straße umbenannt. (Lage) Die von der Hauptstraße in Richtung Hauptbahnhof führende Straße ist lediglich an der Nordseite bebaut, zu Beginn mit der Sparkasse Wanne-Eickel und anschließend mit dem sogenannten Roten Block.

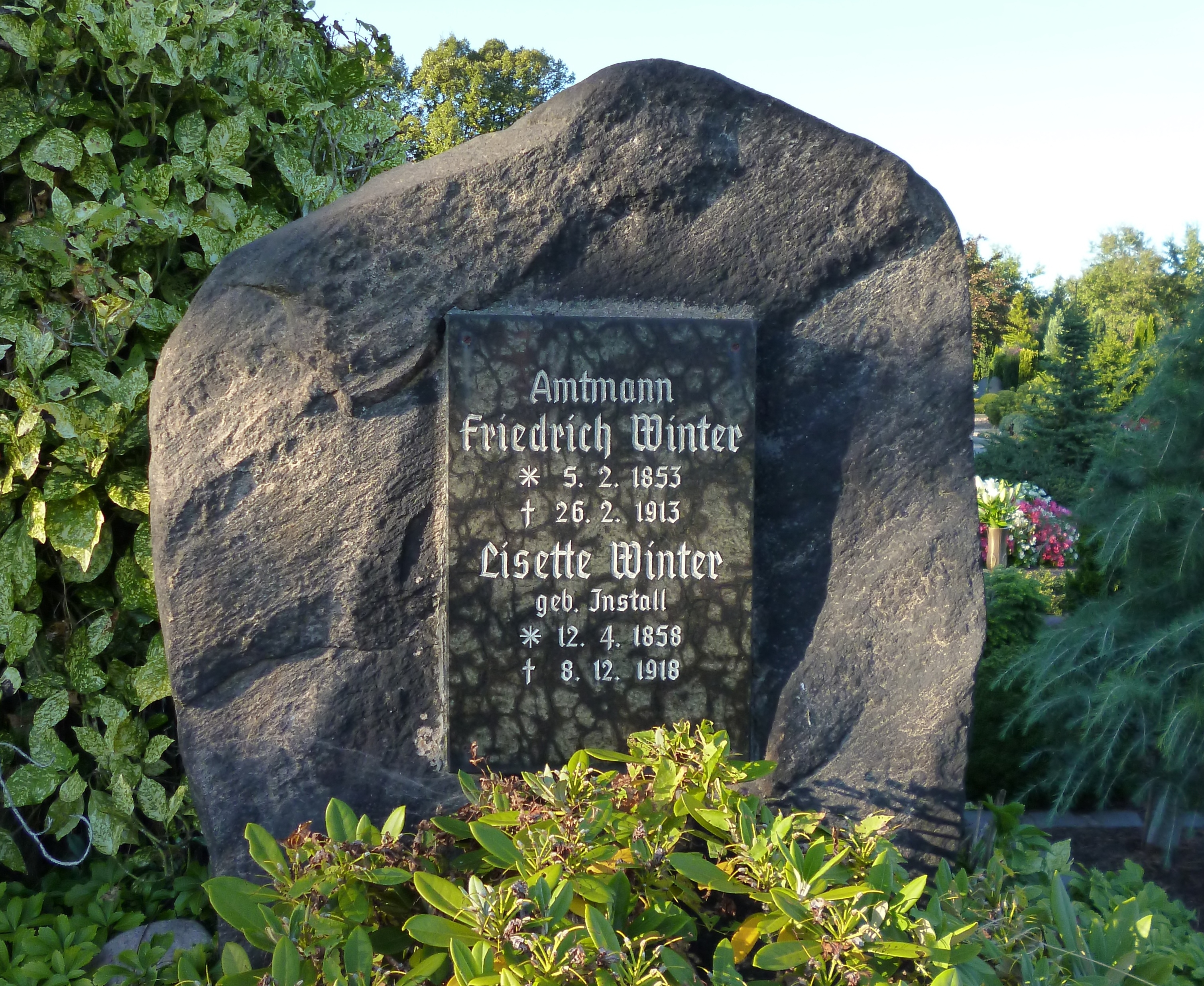
Gedenkstein (2013)

Die Eintragung des Grabmales des Amtmann Winter als Gedenkstein in die Denkmalliste der Stadt Herne zwecks Unterschutzstellung erfolgte am 6. April 1995 (Denkmal Nr. A 588).